# 거대퀘이사군
거대퀘이사군(영어: large quasar group, LQG)은 우주에서 밝혀진 것 중 가장 큰 천문학적 구조로 여겨지는 퀘이사(초대질량 블랙홀이 있는 활동은하핵의 일종)의 집단이다. 거대퀘이사군은 상대적으로 가까운 우주에서 발견되는 은하 시트, 장성, 필라멘트의 전조로 여겨지고 있다.

## 유명한 거대퀘이사군
2013년 1월 11일, 센트럴 랭크셔 대학에서 당시 우주에서 밝혀진 것 중 가장 큰 구조로써 초거대퀘이사군의 발견이 발표되었다. 초거대퀘이사군은 73개의 퀘이사로 구성되어 있고, 최소 길이가 14억 광년이고, 최대 길이는 40억 광년이 넘는다. 연구자 및 저자, 로저 클로즈에 따르면, 초거대퀘이사군과 같은 규모의 구조의 존재는 이론적으로 불가능하다고 한다. 우주론적 구조의 최대 크기는 약 12억 광년으로 추정되어 왔다.

## 거대퀘이사군 목록

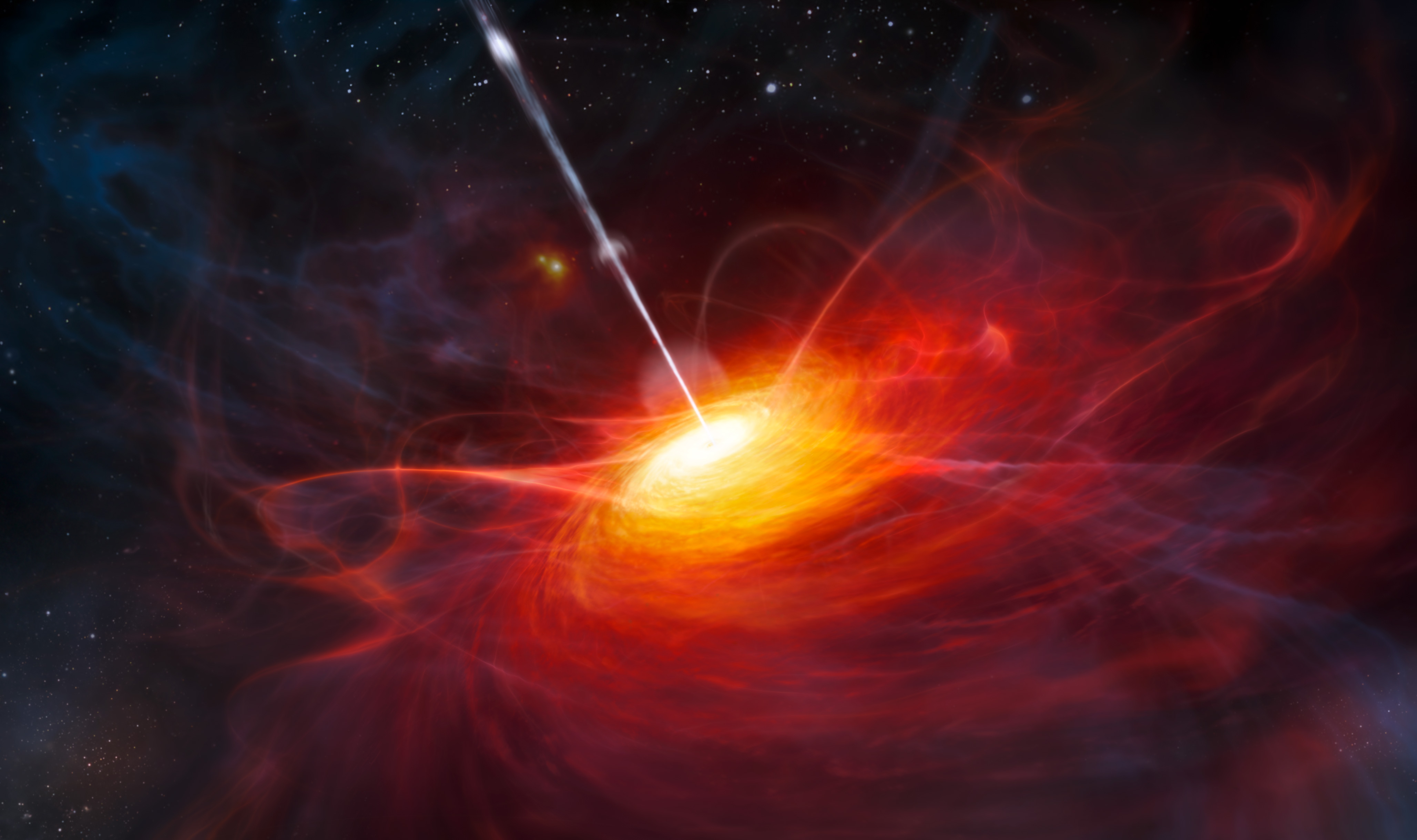
태양 질량의 20억 배에 해당하는 블랙홀에 의해 작동하는 단일 퀘이사의 컨셉아트.

| LQG                                                                          | 발견일 | 평균 거리 | 크기                                       | 퀘이사 개수 | 특이사항 |
| ---------------------------------------------------------------------------- | ------ | --------- | ------------------------------------------ | ----------- | --- |
| 웹스터 LQG (LQG 1)                                                           | 1982   | z=0.37    | 100 Mpc                                    | 5           | 최초로 발견된 LQG. 발견 당시에 이 LQG는 밝혀진 것 중 가장 거대한 구조였다. |
| 크램프턴–카울리–하트윅 LQG (LQG 2, CCH LQG, 콤버그-크라프초프-루카슈 LQG 10) | 1987   | z=1.11    | 60 Mpc                                     | 28          | 두번째로 발견된 LQG. |
| 클로즈-캄푸사노 LQG (U1.28, CCLQG, LQG 3)                                    | 1991   | z=1.28    | - 최대 크기: 630 Mpc                       | 34          | 세번째로 발견된 LQG. |
|                                                                              | 1995   | z=1.9     | 120 Mpc/h                                  | 10          | 그라함, 클로즈, 캄푸사노에 의해 발견. |
|                                                                              | 1995   | z=0.19    | 60 Mpc/h                                   | 7           | 그라함, 클로즈, 캄푸사노에 의해 발견. 7개의 세이퍼트 은하가 모여 있음. |
| 콤버그-크라프초프-루카슈 LQG 1                                               | 1996   | z=0.6     | R=96 Mpc/h                                 | 12          | 콤버그, 크라프초프, 루카슈에 의해 발견. |
| 콤버그-크라프초프-루카슈 LQG 2                                               | 1996   | z=0.6     | R=111 Mpc/h                                | 12          | 콤버그, 크라프초프, 루카슈에 의해 발견. |
| 콤버그-크라프초프-루카슈 LQG 3                                               | 1996   | z=1.3     | R=123 Mpc/h                                | 14          | 콤버그, 크라프초프, 루카슈에 의해 발견. |
| 콤버그-크라프초프-루카슈 LQG 4                                               | 1996   | z=1.9     | R=104 Mpc/h                                | 14          | 콤버그, 크라프초프, 루카슈에 의해 발견. |
| 콤버그-크라프초프-루카슈 LQG 5                                               | 1996   | z=1.7     | R=146 Mpc/h                                | 13          | 콤버그, 크라프초프, 루카슈에 의해 발견. |
| 콤버그-크라프초프-루카슈 LQG 6                                               | 1996   | z=1.5     | R=94 Mpc/h                                 | 10          | 콤버그, 크라프초프, 루카슈에 의해 발견. |
| 콤버그-크라프초프-루카슈 LQG 7                                               | 1996   | z=1.9     | R=92 Mpc/h                                 | 10          | 콤버그, 크라프초프, 루카슈에 의해 발견. |
| 콤버그-크라프초프-루카슈 LQG 8                                               | 1996   | z=2.1     | R=104 Mpc/h                                | 12          | 콤버그, 크라프초프, 루카슈에 의해 발견. |
| 콤버그-크라프초프-루카슈 LQG 9                                               | 1996   | z=1.9     | R=66 Mpc/h                                 | 18          | 콤버그, 크라프초프, 루카슈에 의해 발견. |
| 콤버그-크라프초프-루카슈 LQG 11                                              | 1996   | z=0.7     | R=157 Mpc/h                                | 11          | 콤버그, 크라프초프, 루카슈에 의해 발견. |
| 콤버그-크라프초프-루카슈 12                                                  | 1996   | z=1.2     | R=155 Mpc/h                                | 14          | 콤버그, 크라프초프, 루카슈에 의해 발견. |
| 뉴먼 LQG (U1.54)                                                             | 1998   | z=1.54    | 150 Mpc/h                                  | 21          | P.R. 뉴먼 등에 의해 발견. CCLQG의 발견과 함께, 이 구조는 CCLQG와 매우 유사함이 밝혀졌다. 나중에 거시공동 거품과 은하 장성이 발견됨으로써, 이 시대에 이미 시트와 거시공동의 세포 구조가 존재했음을 시사하고 있다. |
| 테슈–엥겔스 LQG                                                              | 2000   | z=0.27    | 140 Mpc/h                                  | 7           | X-선으로 처음 발견된 LQG. |
| U1.11                                                                        | 2011   | z=1.11    | - 최대 크기: 780 Mpc                       | 38          | [ 5 ] [ 8 ] |
| 초거대퀘이사군 (U1.27)                                                       | 2013   | z=1.27    | - 고유 크기: 500 Mpc - 최대 크기: 1240 Mpc | 73          | 나중에 헤라클레스자리-북쪽왕관자리 장성의 발견으로 가려지기 전까지 관측 가능한 우주에서 가장 거대한 구조였다. |

## 같이 보기
- 은하 필라멘트

## 더 읽어보기
- Clowes제목=광역 천문학의 새로운 시대, R.G. (2001). ASP Conference Series 232. Astronomical Society of the Pacific. Bibcode:2001ASPC..232..108C. ISBN 1-58381-065-X. |제목=이(가) 없거나 비었음 (도움말)